# Миллз, Ричард
Ричард Миллз (англ. Richard P. Mills; род. 14 июня 1950, Хантингтон) — генерал-лейтенант морской пехоты США.
Окончил колледж Франклина и Маршалла (бакалавр искусств по политологии и в меньшей части по истории).
С 1975 года — на военной службе.
C апреля 2010 года по конец апреля 2011 года командовал войсками коалиции (ИСАФ) на юго-западе Афганистана. В его подчинении находились, в частности, 20 тысяч морских пехотинцев США и около 9 тысяч британских солдат.